# Cratere Berlioz
Berlioz è un cratere da impatto sulla superficie di Mercurio.
Il cratere è dedicato al compositore francese Hector Berlioz.